# Gerson Torres
Pour les articles homonymes, voir Torres.
Gerson Torres est un footballeur costaricien né le 28 août 1997 à Heredia. Il évolue au poste de milieu de terrain au CS Herediano.

## Biographie

### En club
Il joue deux matchs en Ligue des champions de la CONCACAF avec le club du CS Herediano

### En équipe nationale
Avec les moins de 20 ans, il participe à la Coupe du monde des moins de 20 ans en 2017. Lors du mondial junior, il joue quatre matchs. Le Costa Rica est éliminé en huitièmes de finale par l'Angleterre.
Il reçoit sa première sélection en équipe du Costa Rica le 15 janvier 2017, contre le Belize (victoire 0-3).
Le 3 novembre 2022, il est sélectionné par Luis Fernando Suárez pour participer à la Coupe du monde 2022.